# Torneio Amistoso da FERJ de 2016
O Torneio Amistoso de 2016 é a segunda edição do torneio organizado pela Ferj. A intenção do torneio é deixar ativo times que não disputam nenhuma das três divisões do Campeonato Carioca. O Torneio, também chamado de Carioca Série C1 pelos clubes participantes e imprensa, não vale acesso para a Terceira Divisão de Profissionais.

## Participantes
| Equipe            | Cidade                 | Estádio (mando)        | Capacidade | Títulos (último) | Forma de classificação |
| ----------------- | ---------------------- | ---------------------- | ---------- | ---------------- | ---------------------- |
| Campo Grande      | Rio de Janeiro         | Ítalo del Cima         | 18 000     | 0                | (convidado)            |
| Itaboraí Profute  | Itaboraí               | Alziro de Almeida      | 900        | 0                | (convidado)            |
| Miguel Couto      | Nova Iguaçu            | Joel Pereira           | 1 000      | 0                | (convidado)            |
| Paduano           | Santo Antônio de Pádua | Waldo Carneiro Xavier  | 1 000      | 0                | (convidado)            |
| Rubro Social      | Araruama               | Lourival Gomes         | 1 800      | 0                | (convidado)            |
| São José          | Itaperuna              | Rosa Guimarães         | 0          | 0                | (convidado)            |
| Teresópolis       | Teresópolis            | Antônio Savatonne      | 1 000      | 0                | (convidado)            |
| Tomazinho         | São João de Meriti     | Beronhão               | 0          | 0                | (convidado)            |
| União Central     | Rio de Janeiro         | Raul Ferreira Izidoro  | 1 000      | 0                | (convidado)            |
| União de Marechal | Rio de Janeiro         | Osmário Castelar Filho | 0          | 0                | (convidado)            |

## Fase Final
- Em itálico, as equipes que fazem a primeira partida em casa.

|  | Semifinais       | Semifinais       | Semifinais | Semifinais |   |              | Final | Final | Final | Final |
|  |                  |                  |            |            |   |              |       |       |       |       |
|  | Rubro Social     | 0                | 2          | 2          |   |              |       |       |       |       |
|  | Campo Grande     | 1                | 1          | 2          |   |              |       |       |       |       |
|  | Campo Grande     | 1                | 1          | 2          |   | Campo Grande | 0     | 0     | 0     |       |
|  |                  |                  |            |            |   | Campo Grande | 0     | 0     | 0     |       |
|  |                  | Itaboraí Profute | 3          | 5          | 8 |              |       |       |       |       |
|  | Miguel Couto     | Itaboraí Profute | 3          | 5          | 8 | 0            | 0     | 0     |       |       |
|  | Miguel Couto     |                  |            |            |   | 0            | 0     | 0     |       |       |
|  | Itaboraí Profute | 1                | 1          | 2          |   |              |       |       |       |       |

## Premiação
| Torneio Amistoso de 2016             |
| ------------------------------------ |
| ITABORAÍ PROFUTE Campeão (1º título) |